# Streptocolea atrata
Streptocolea atrata là một loài Rêu trong họ Grimmiaceae. Loài này được (Miel. ex Hornsch.) Ochyra & Żarnowiec mô tả khoa học đầu tiên năm 2003.